# Rotaria (Gattung)
Rotaria ist eine Gattung aus dem Stamm der Rädertiere.

## Beschreibung
Die Tiere sind schlank und haben einen vorstreckbaren Rüssel, daher der deutsche Name „Teleskop-Rädertiere“. Auf dem Rüssel befinden sich zwei Augenflecken. Sie sind außerdem lebendgebärend. Der Fuß hat je nach Art 5 oder 6 Glieder und 3 Zehen.

## Arten (Auswahl)
- Rotaria rotatoria
- Rotaria citrina
- Rotaria tardigrada
- Rotaria macroceros
- Rotaria neptunia
- Rotaria sordida
- Rotaria macrura